# Hallsjögölen (Tvings socken, Blekinge, 624722-147881)
Hallsjögölen är en sjö i Karlskrona kommun i Blekinge och ingår i Nättrabyåns huvudavrinningsområde.